# Loïc Féry
Loïc Féry (nascido a 15 de março de 1974) é um empresário francês. Fundou a empresa de investimento Chenavari em 2007 e tornou-se proprietário do clube de futebol FC Lorient em 2009.

## Carreira
Féry nasceu em Nancy. Cresceu em Pont-à-Mousson, também na Lorena, onde os seus pais eram professores; o seu pai em educação física, a sua mãe em matemática. Obteve um Bac C. Frequentou a escola Lycée du Parc em Lyon e a HEC Paris.
Féry trabalhou como trader financeiro em Hong Kong e Londres antes de fundar Chenavari. Em 2020, Chenavari tinha 5 mil milhões de dólares em ativos. Considerou comprar o OGC Nice, o Nîmes Olympique, o Grenoble Foot 38 ou o Sheffield Wednesday antes de comprar o FC Lorient em 2009. A oferta do Nice em 2001 foi feita a um parceiro de negócios coreano e foi rejeitada por falta de transparência, enquanto o presidente do Nîmes mudou de ideias. uma vez que o seu clube foi promovido à Ligue 2, e o Sheffield Wednesday foi considerado demasiado caro e arriscado para Féry. Em 2012, o Lorient era o único clube da Ligue 1 que não estava endividado.
No final de 2012, Féry foi eleito presidente do conselho de administração da Ligue 1. Em julho de 2018, ele e Francis Graille do AJ Auxerre foram eleitos presidentes do mesmo órgão para os clubes da Ligue 2.

## Vida pessoal
A esposa de Féry, Olivia Féry, nascida Olivia Gravereaux, foi uma tenista profissional que também representou Hong Kong durante a sua estadia lá. O seu filho Arthur Fery profissionalizou-se na mesma modalidade, com nacionalidade britânica.